# 谢家谢氏宗祠
谢家谢氏宗祠位于衡阳市珠晖区和平乡和平村谢家组，始建于清道光年间。

## 历史沿革
谢家谢氏宗祠始建于清代道光年间。
解放后至上世纪60年代宗祠作为和平小学使用，60年代至2000年作仓库。
2015年12月，谢家谢氏宗祠被公布为衡阳市文物保护单位。